# سيزار فاسكيز
سيزار فاسكيز (بالإسبانية: César Vázquez)‏ (16 يناير 1986 بمكسيكالي في المكسيك - ) هو ملاكم مكسيكي، صنّف ضمن فئة وزن الريشة السوبر ‏.

## إحصائيات
خاض خلال مسيرته 31 نزالا، فاز في 27 ولم يتعادل وخسر في 4. فاز بالضربة القاضية في 16 نزالا.

## روابط خارجية
- سيزار فاسكيز على موقع بوكس ريك (الإنجليزية) (registration required)